# Picramnia nuriensis
Picramnia nuriensis är en tvåhjärtbladig växtart som beskrevs av Julian Alfred Steyermark. Picramnia nuriensis ingår i släktet Picramnia och familjen Picramniaceae. Inga underarter finns listade.